# Correção de Bonferroni
Na estatística, a correção de Bonferroni é um dos vários métodos usados para lidar-se com o problema de comparações múltiplas.

## História
A correção de Bonferroni é nomeada em homenagem ao matemático italiano Carlo Emilio Bonferroni por seu uso das desigualdades de Bonferroni. Seu desenvolvimento é frequentemente creditado a Olive Jean Dunn, que descreveu a aplicação do procedimento a intervalos de confiança.
Testes de hipóteses, na estatística, são baseados na rejeição de uma hipótese nula caso probabilidade dos dados observados acontecerem ao acaso (estritamente, sob  hipóteses nulas) for baixa. Se várias hipóteses forem testadas, a chance de um evento raro aumenta e, logo, a probabilidade de rejeitar incorretamente uma hipótese nula (ou seja, cometer um erro Tipo I) aumenta.
A correção de Bonferroni compensa esse aumento testando cada hipótese individual em um nível de significância maior de  {\displaystyle \alpha /m}  onde {\displaystyle \alpha } é o nível alfa geral desejado e {\displaystyle m}  é o número de hipóteses. Por exemplo, se uma avaliação estiver testando {\displaystyle m=20} hipóteses com {\displaystyle \alpha =0.05} , então a correção de Bonferroni testaria cada hipótese individual em  {\displaystyle \alpha =0.05/20=0.0025} .

## Definição
Considere {\displaystyle H_{1},\ldots ,H_{m}} {\displaystyle H_{1},\ldots ,H_{m}} </img>  como uma família de hipóteses e {\displaystyle p_{1},\ldots ,p_{m}} {\displaystyle p_{1},\ldots ,p_{m}} seus p-valores correspondentes. Considere  {\displaystyle m} o número total de hipóteses nulas e  {\displaystyle m_{0}} o número de hipóteses nulas verdadeiras. A taxa de erro de família (do ingles, familywise error rate, FWER) é a probabilidade de rejeitar pelo menos um  {\displaystyle H_{i}} isto é, de fazer pelo menos um erro do tipo I. A correção de Bonferroni rejeita a hipótese nula para cada  {\displaystyle p_{i}\leq {\frac {\alpha }{m}}} , controlando assim a FWER {\displaystyle \leq \alpha }   . A prova desse controle decorre da desigualdade de Boole, como segue:
{\displaystyle }{\displaystyle {\text{FWER}}=P\left\{\bigcup _{i=1}^{m_{0}}\left(p_{i}\leq {\frac {\alpha }{m}}\right)\right\}\leq \sum _{i=1}^{m_{0}}\left\{P\left(p_{i}\leq {\frac {\alpha }{m}}\right)\right\}=m_{0}{\frac {\alpha }{m}}\leq m{\frac {\alpha }{m}}=\alpha .}
Esse controle não requer nenhuma suposição sobre dependência entre os valores-p ou sobre quantas das hipóteses nulas são verdadeiras.

## Extensões

### Generalização
Em vez de testar cada hipótese no {\displaystyle \alpha /m}  nível, as hipóteses podem ser testadas em qualquer outra combinação de níveis que somem  {\displaystyle \alpha }, desde que o nível de cada teste seja determinado antes de analisar os dados. Por exemplo, para dois testes de hipóteses, um  {\displaystyle \alpha } de 0,05 poderia ser mantida realizando um teste em 0,04 e o outro em 0,01.

### Intervalos de confiança
A correção de Bonferroni pode ser usada para ajustar intervalos de confiança. Se alguém estabelece  {\displaystyle m} </img>  intervalos de confiança, e deseja ter um nível de confiança global de {\displaystyle 1-\alpha }  , cada intervalo de confiança individual pode ser ajustado ao nível de {\displaystyle 1-{\frac {\alpha }{m}}} .

## Alternativas
Existem outras formas de controlar a taxa de erro da família. Por exemplo, o método de Holm-Bonferroni e a correção de Šidák são considerados procedimentos universalmente mais poderosos do que a correção de Bonferroni. Ao contrário do procedimento de Bonferroni, esses métodos não controlam o número esperado de erros do tipo I por família (a taxa de erro Tipo I por família).

## Crítica
Com relação ao controle do FWER, a correção de Bonferroni pode ser conservadora se houver um grande número de testes e / ou se as estatísticas de teste forem correlacionadas positivamente.
A correção vem ao custo de aumentar a probabilidade de produzir falsos negativos, isto é, reduzir o poder estatístico.
Observe que essas críticas se aplicam ao controle do FWER em geral e não são específicas da correção de Bonferroni.